# ديبورا ريمينغتون
ديبورا ريمينغتون (بالإنجليزية: Deborah Remington)‏ هي رسامة وفنانة أمريكية، ولدت في 25 يونيو 1930 في هادونفيلد في الولايات المتحدة، وتوفيت في 21 أبريل 2010 في مورستاون ‏ في الولايات المتحدة بسبب سرطان.